# Neglinge gård

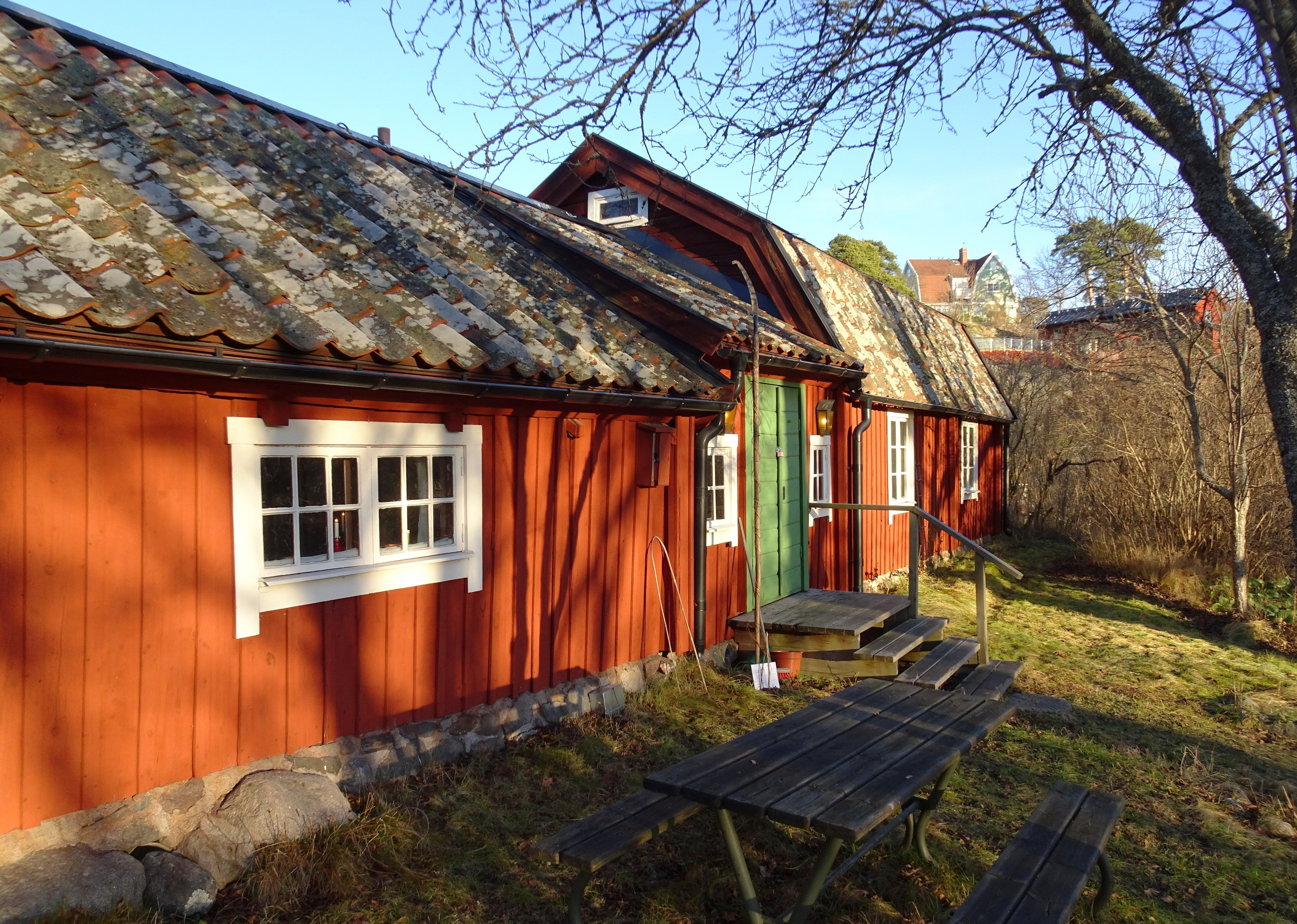
Neglinge gårds huvudbyggnad, 2015.

Neglinge gård är resten av en historisk bebyggelse i bostadsområdet Neglinge i Saltsjöbaden, Nacka kommun. Gården är nämnd i skriftliga källor sedan 1369 och hör idag till de äldsta bevarade byggnaderna i Saltsjöbaden. Gårdens välbevarade allmogebebyggelse bestående av tre byggnader vittnar om att Saltsjöbaden en gång i tiden var en fiskare- och jordbruksbygd med små gårdar och torp.

## Historik

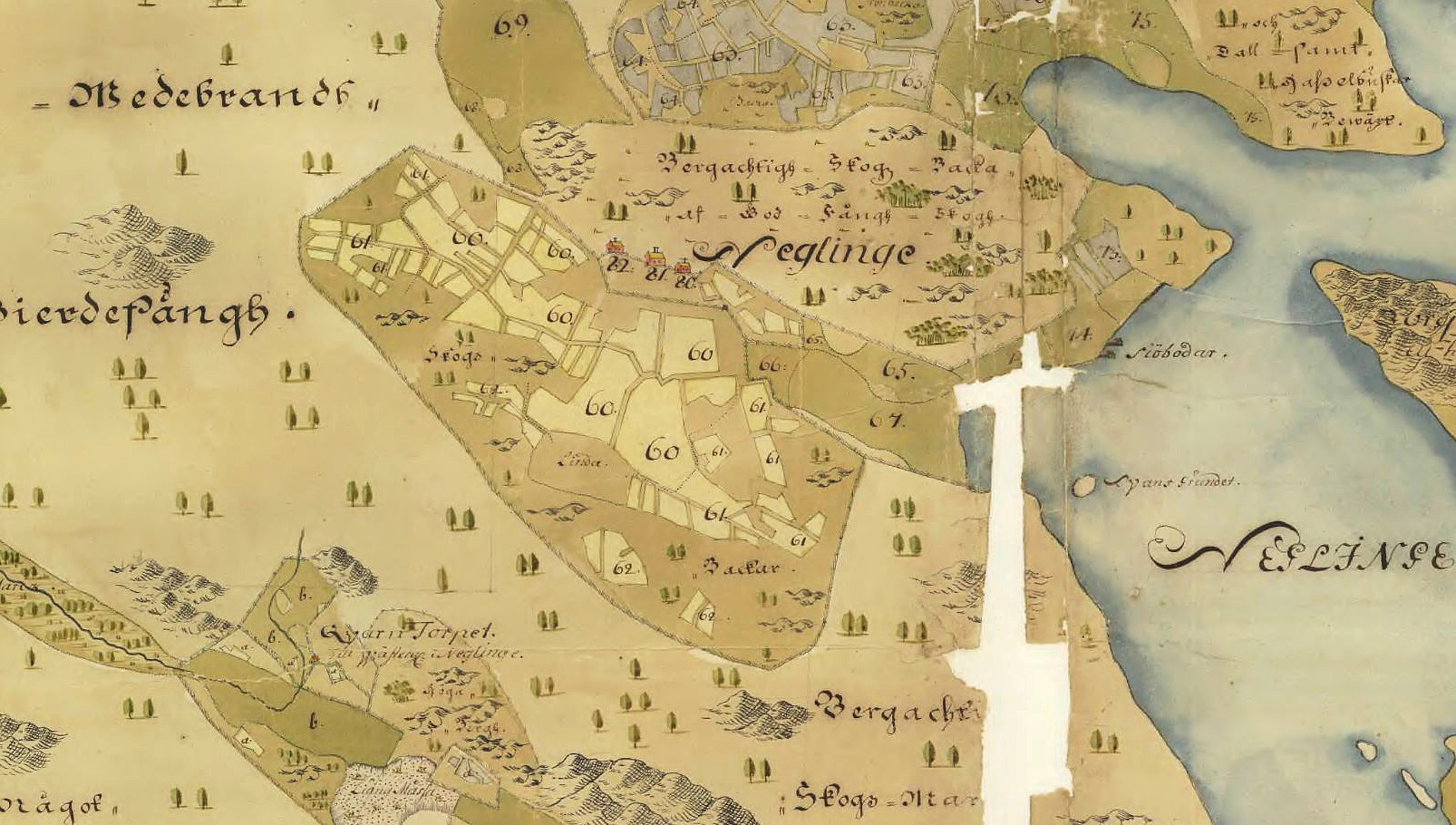
Neglinges tre gårdar (80, 81, 82) år 1722.

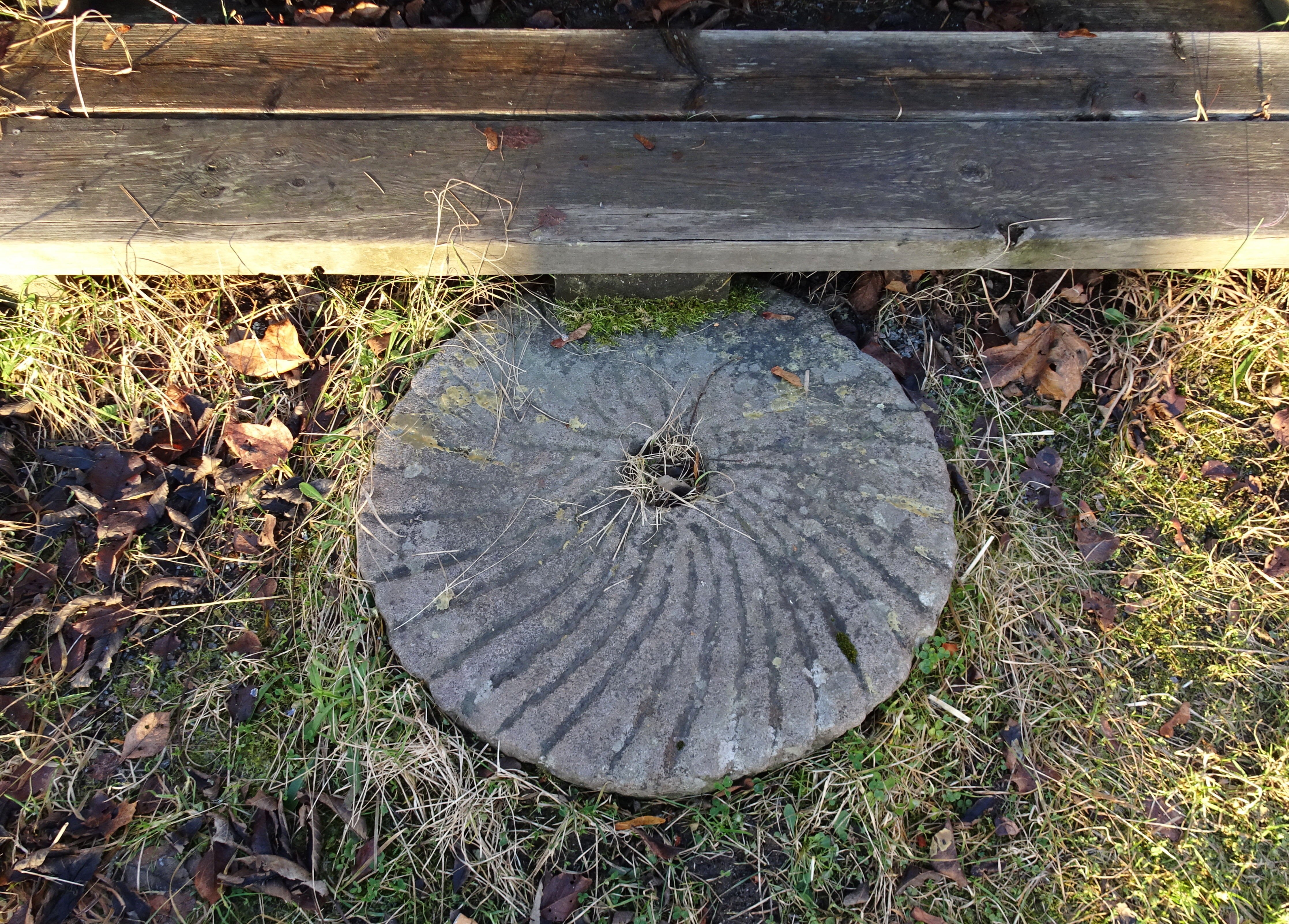
En kvarnsten från Kvarntorpet?

Neglinge by eller Näglingä omnämns första gången i en köpehandling från 1369. Men här vid Neglingeviken kan ha funnits bosättningar redan på järnåldern, ortnamnet med efterleden –inge är av äldre järnålderstyp. Namnet kan betyda ”de som bor vid nageln (spetsig udde)”. Enligt en annan tolkning kommer Neglinge från det fornsvenska mansnamnet Naghle och skulle då betyda boplats för Naghles ättlingar.
Byn hörde under århundradens lopp till olika större gårdar, den sista ägaren var godset Erstavik. Under 1700- och större delen av 1800-talet bestod Neglinge av tre gårdar: Västergården, Mellangården och Östergården, den sistnämnda kallades även Nedergården eller Nedre gården. Varje gård var på ½ mantal. Under Västra gården låg även Kvarntorpet med en vattenkvarn. Torpet stod 1723 en bit sydväst om Neglinge by, intill gångbron över Saltsjöbanan vid bostadsområdet Ljuskärrsberget. Kvarntorpsvägen påminner om detta.
Till gårdarna hörde även tre öar i Baggensfjärden (från norr till söder): Sumpholmen, Mellangårdsholmen (idag kallad Vår Gårds holme) och Nedergårdsholmen (idag kallad Restaurangholmen). Här kunde gårdarnas arrendatorer bedriva fiske som var en viktig inkomstkälla för huvudgårdens ägare.
Neglinge brändes ner i samband med Rysshärjningarna 1719 vilket betyder att den idag kvarvarande bebyggelsen uppfördes efter 1719.  Enligt en karta från 1840-talet bestod Neglinge by av 28 byggnader. 1889 hade byns tre gårdar reducerats till en enda. Den ingick i försäljningen till finansmannen K.A. Wallenberg som kom att låta anlägga Saltsjöbaden. Då brukades fortfarande gården och jorden. Den siste arrendatorn hette Johan Lindgren som hade arrendet fram till 1911. Därefter bodde olika familjer i husen.
Västergården revs i samband med bygget av Saltsjöbadens köpings kommunalhus som stod färdigt 1932. Mellangården och Nedergården skänktes 1959 av ägaren, Järnvägs AB Stockholm-Saltsjön, till Saltsjöbadens köping att nyttjas som hembygdsgård. Idag kvarstår tre hus som ligger på ömse sidor om den gamla byvägen (dagens Slingerstigen). Mellangården är den som står uppe på berget och är en hopbyggd länga bestående av två stugor. Nedergården består av en parstuga och en magasinsbyggnad. Samtliga är renoverade och sköts av Saltsjöbadens hantverksförening.

## Bilder

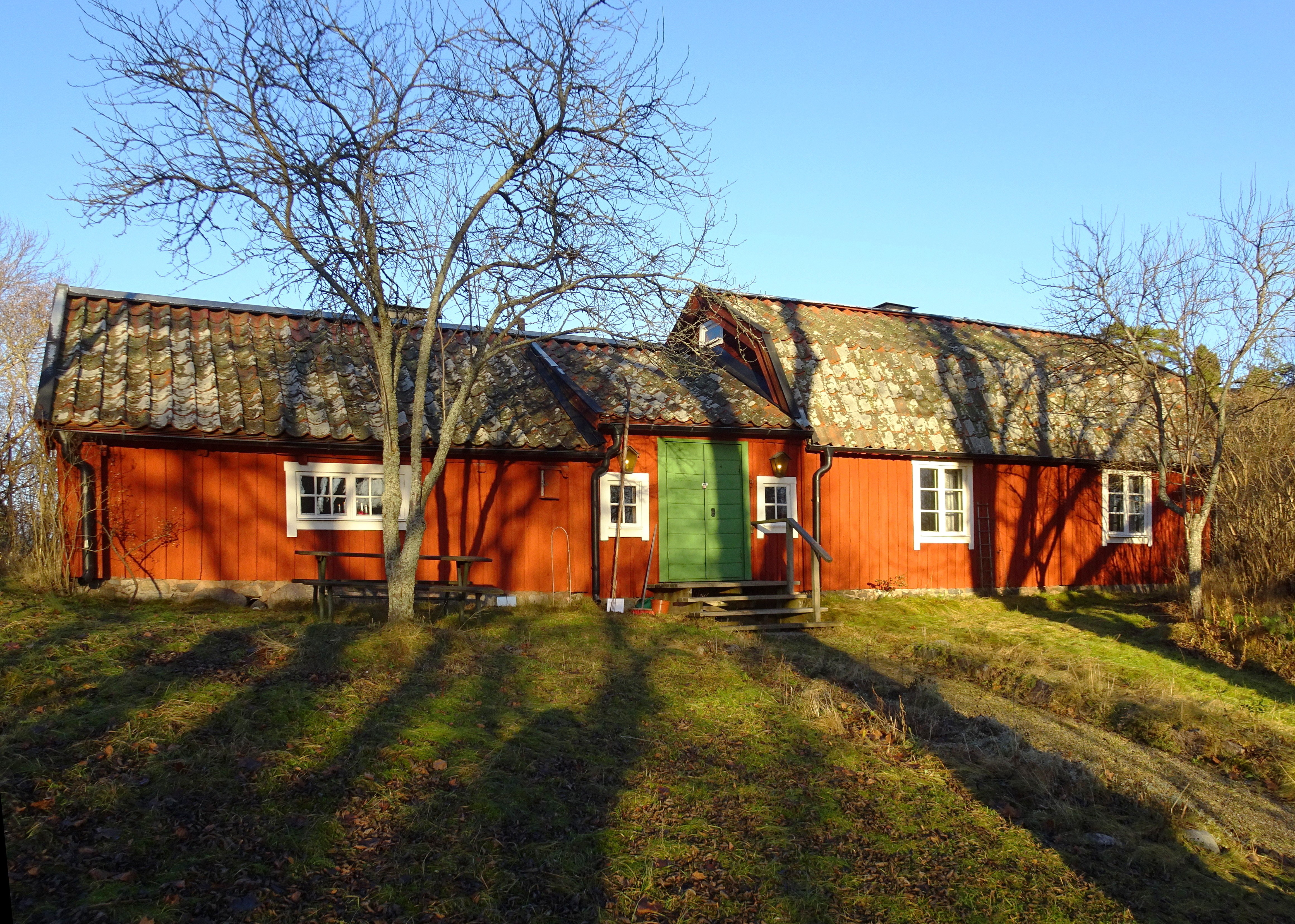
Huvudbyggnaden, Mellangården
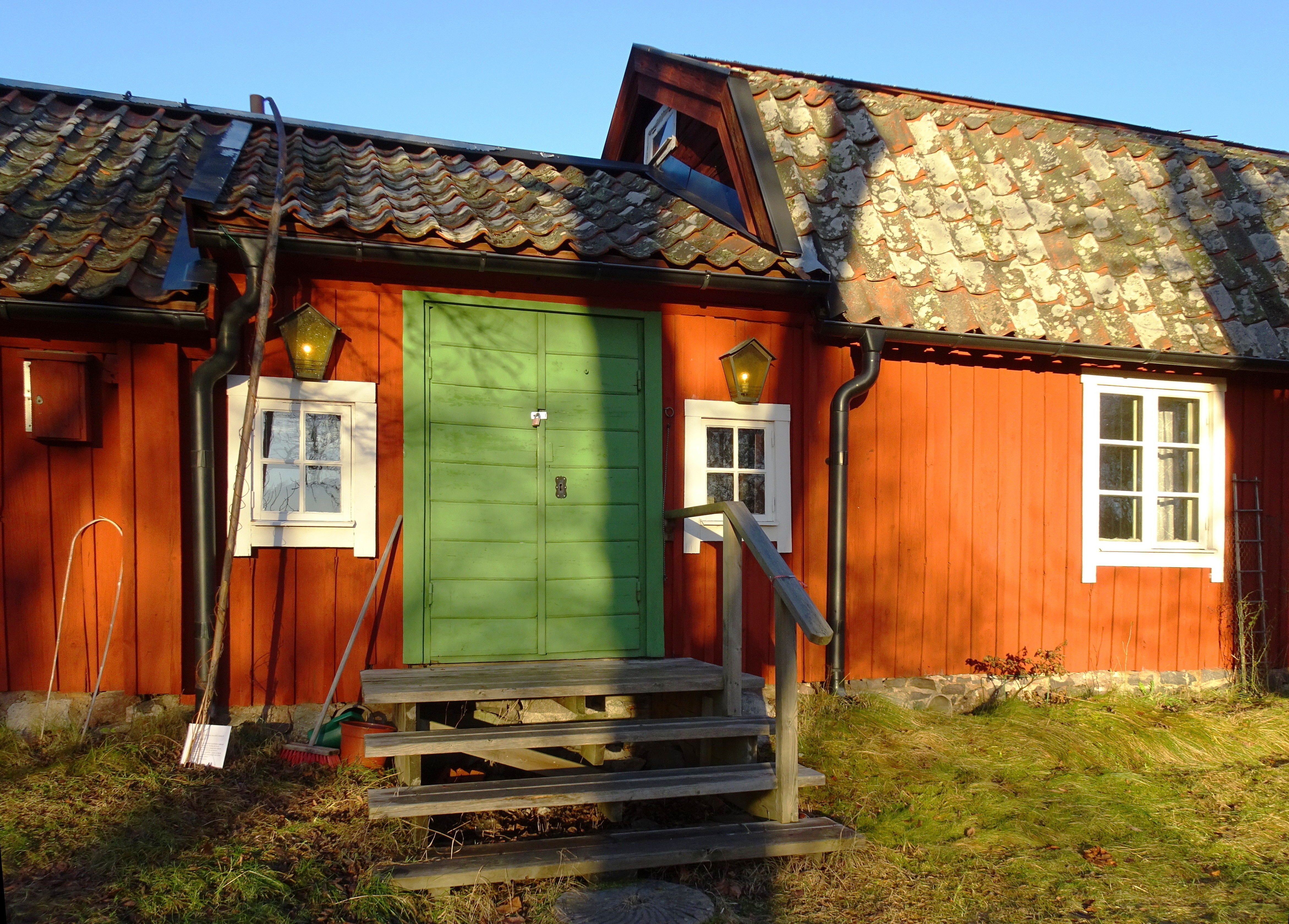
Mellangården, detalj
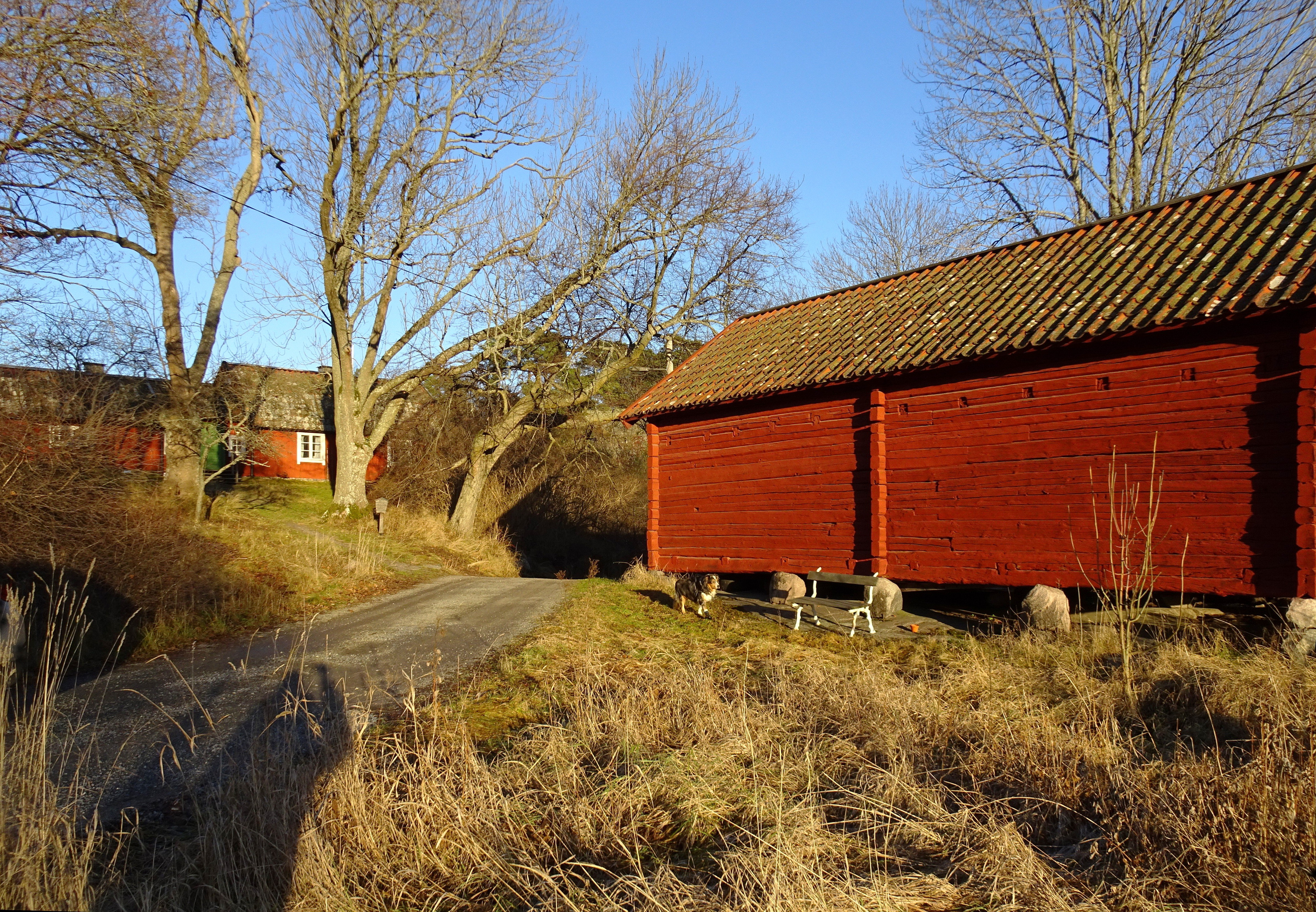
Magasinsbyggnaden vid byvägen
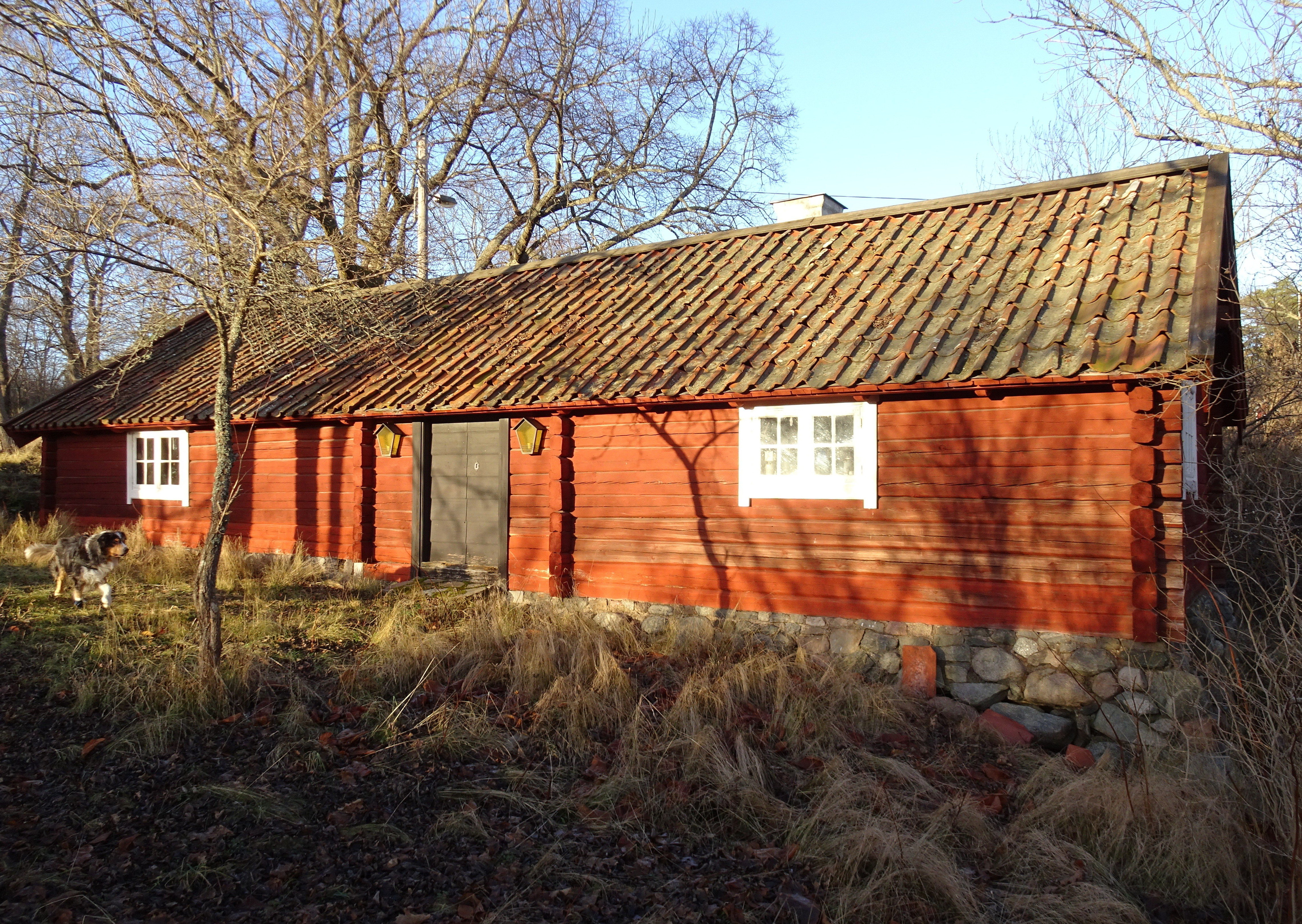
Parstugan, Nedergården
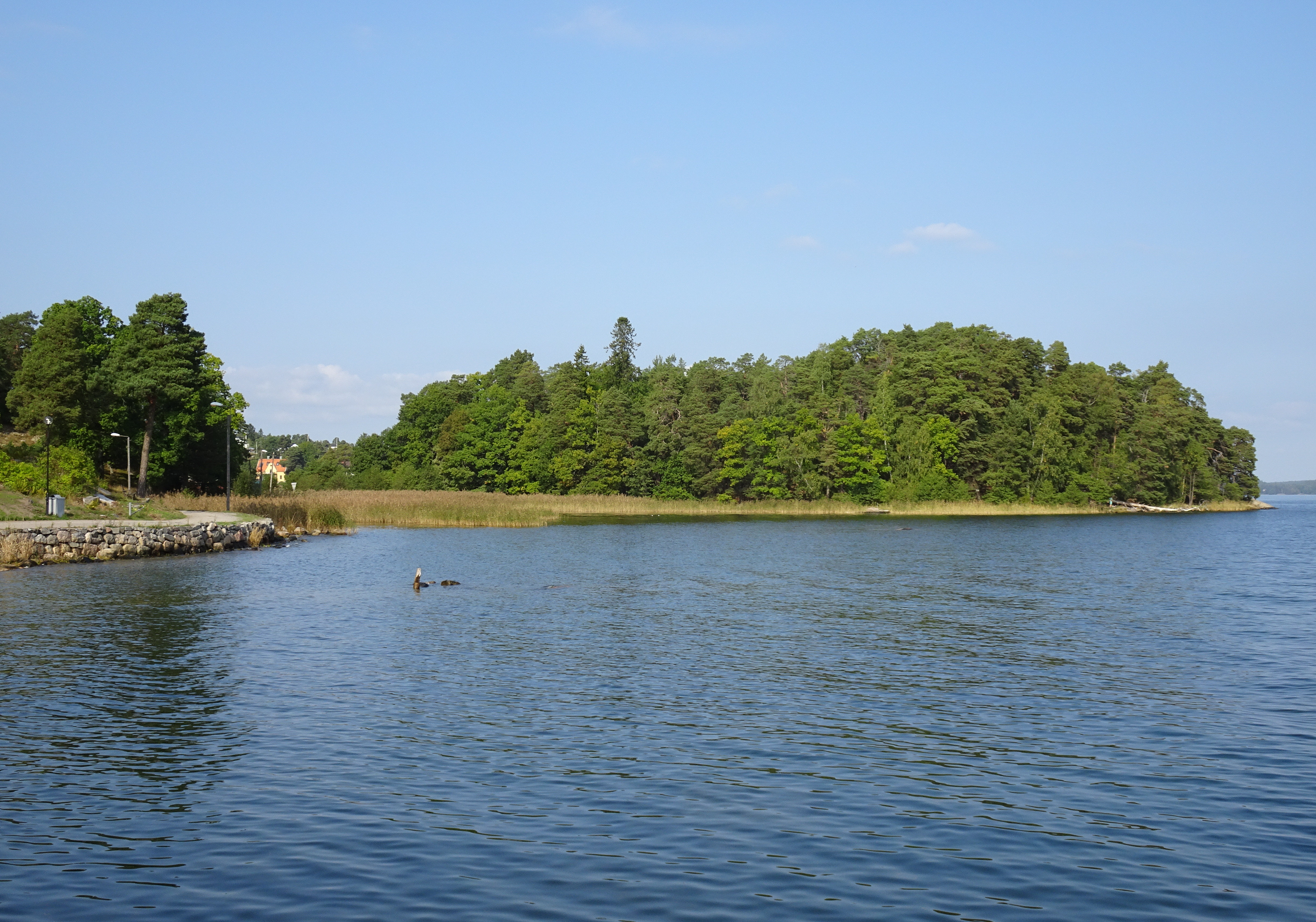
Mellangårdsholmen